# とくたけきょうこ
とくたけ きょうこは、日本の漫画家。東京アニメーター学院を卒業している。

## 経歴
- 2007年 ポプラ社『月刊コミックブンブン』にて、佳作入賞デビュー。その後、読み切り作品を4作掲載。
- 2008年2月 『月刊コミックブンブン』で『百獣学園ナゲットさん』を同年9月まで連載。
- 2009年4月 同雑誌でニンテンドーDSのゲーム『アイテムゲッター 〜僕らの科学と魔法の関係〜』を原作に、全6話連載。
- 2010年4月 STARDUSTGROUPによるwebサイト「STARDUSTpress web 編集部ブログ」のイメージキャラクター「つるっぴー」の作画。
- 2010年4月 web漫画『ある日の編集部 つるっぴー』を連載。

## 作品リスト
- 百獣学園ナゲットさん
- アイテムゲッター
- つるっぴー